# Karpno (województwo dolnośląskie)

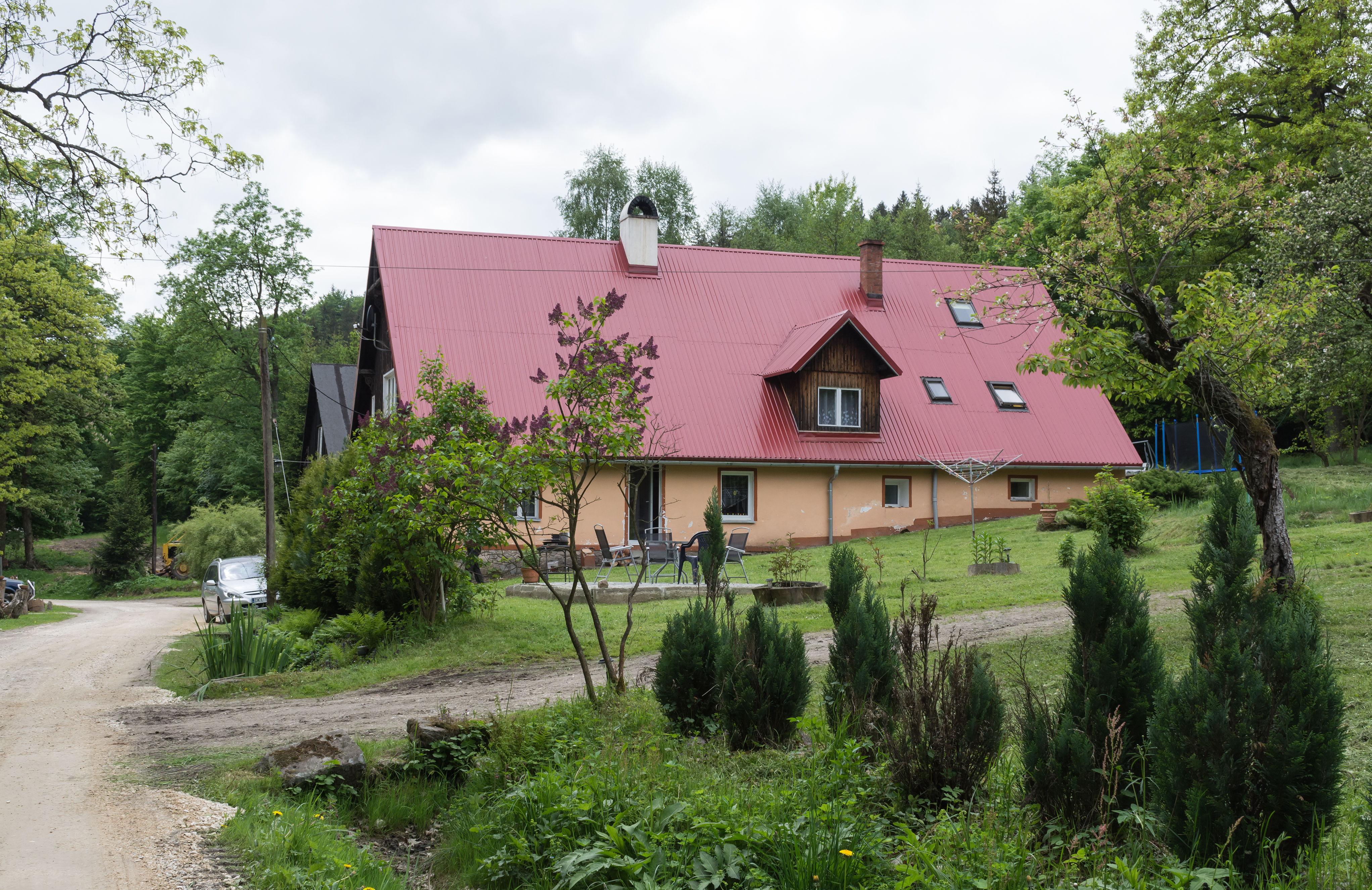
Leśniczówka w Karpnie

Karpno (niem. Karpenstein) – zanikająca wieś w Polsce położona w województwie dolnośląskim, w powiecie kłodzkim, w gminie Lądek-Zdrój.

## Położenie
Dawna wieś leżała w Górach Złotych, w pobliżu górnego biegu Karpowskiego Potoku, pomiędzy Trojakiem, Karpiakiem i Kobylą Kopą, między Przełęczą Karpowską i przełęczą Kobyliczne Siodło na wysokości około 700 m n.p.m. Do Karpna zalicza się położona około 1,6 km na południe leśniczówka o tej samej nazwie. 
Współrzędne geograficzne podawane przez PRNG i zamieszczone w infoboksie tego artykułu odnoszą się do leśniczówki Karpno a nie dawnej wsi, której współrzędne wynoszą 50°20′17″N 16°55′25″E/50,338056 16,923611.

## Historia
Od średniowiecza była to wieś służebna przy zamku Karpień, który wówczas był stolicą niewielkiego feudalnego państwa karpieńskiego. W 1840 roku w Karpnie było 25 zagrodników i chałupników mieszkających w 19 domach. Na przełomie XIX i XX w. miejscowość zamieszkiwało 113 osób.  We wsi mieścił się posterunek celny przy trakcie do Czech przez Przełęcz Karpowską.
Po wymianie narodowościowej po roku 1945 wieś została niezamieszkana i popadła w ruinę. Pozostał położony w pobliżu (ok. 1,6 km) kościółek z 1872 roku – Kaplica Matki Bożej od Zagubionych (dawniej Mra. Saletta). Kościółek w latach 80. XX wieku odbudowali i zaadaptowali leśnicy, ekolodzy i myśliwi. Ostatnim budynkiem pozostała leśniczówki. Według Narodowego Spisu Powszechnego w miejscowości nie było stałych mieszkańców.

## Zabytki
Do wojewódzkiego rejestru zabytków wpisany jest:
- zamek „Karpień” (ruina) pochodzący z XIV-XV wieku.

Inne zabytki:
- leśna Kaplica Matki Bożej od Zagubionych w Karpnie pochodząca z 1872.

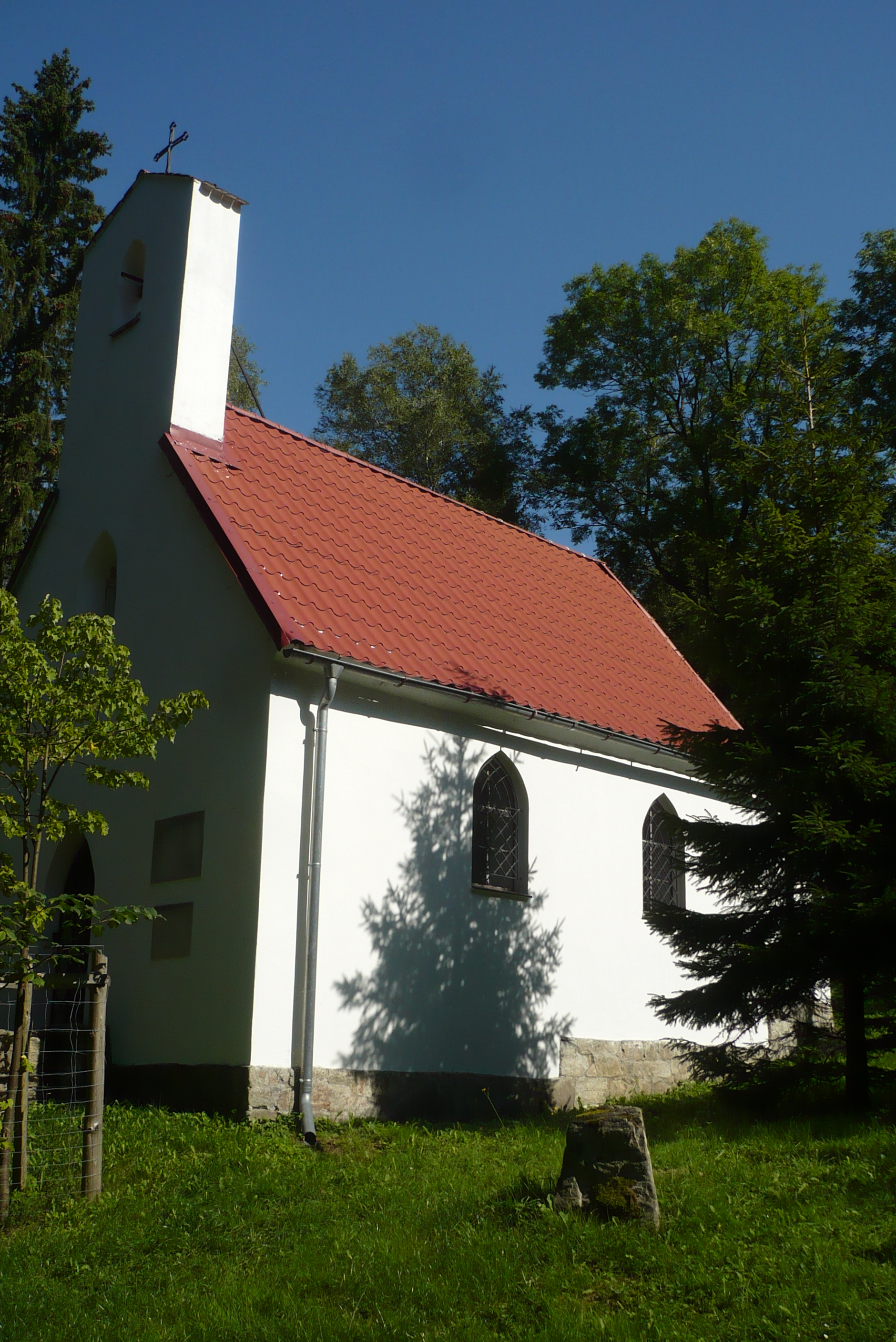
Kościół MB
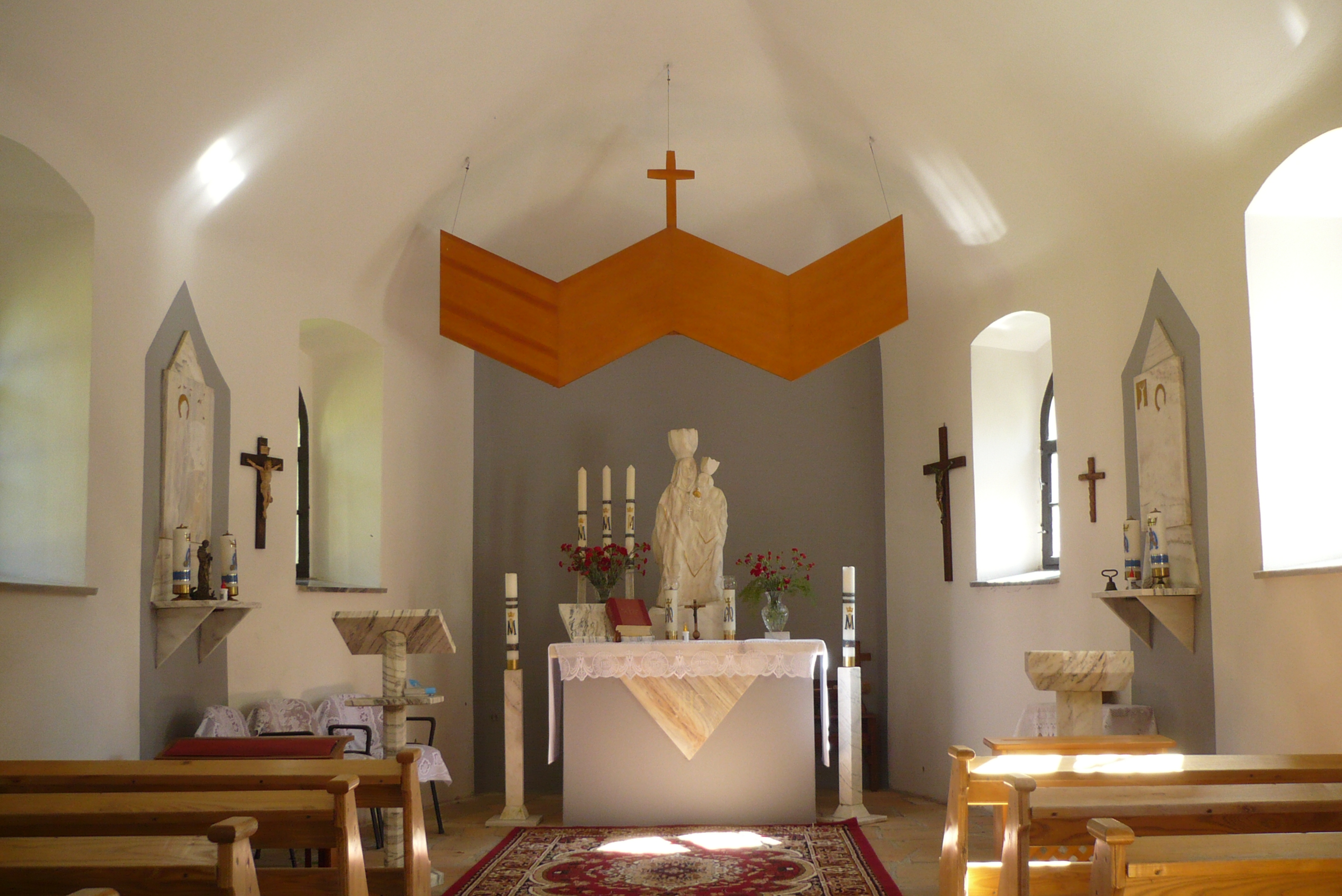
Kościół MB
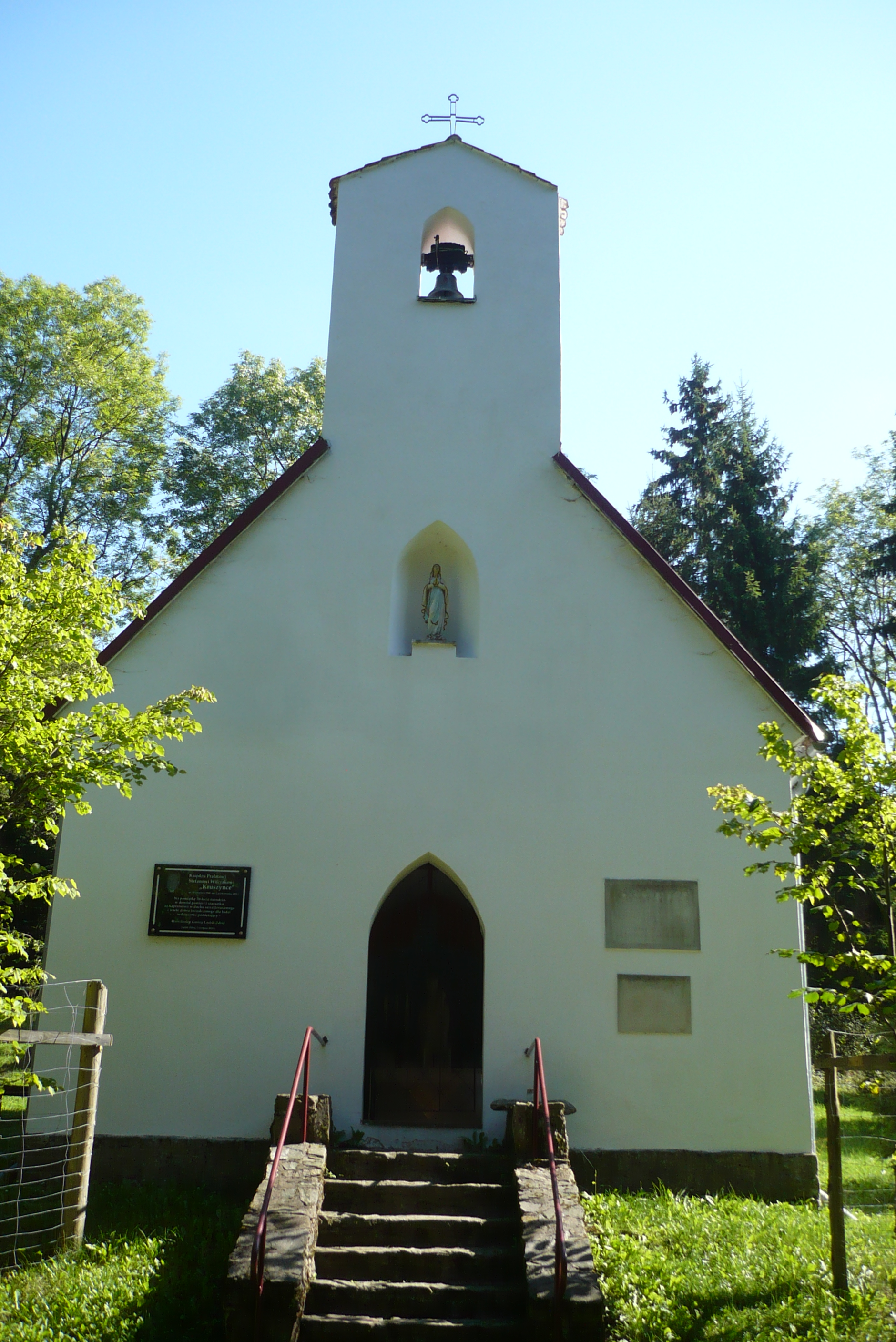
Kościół MB
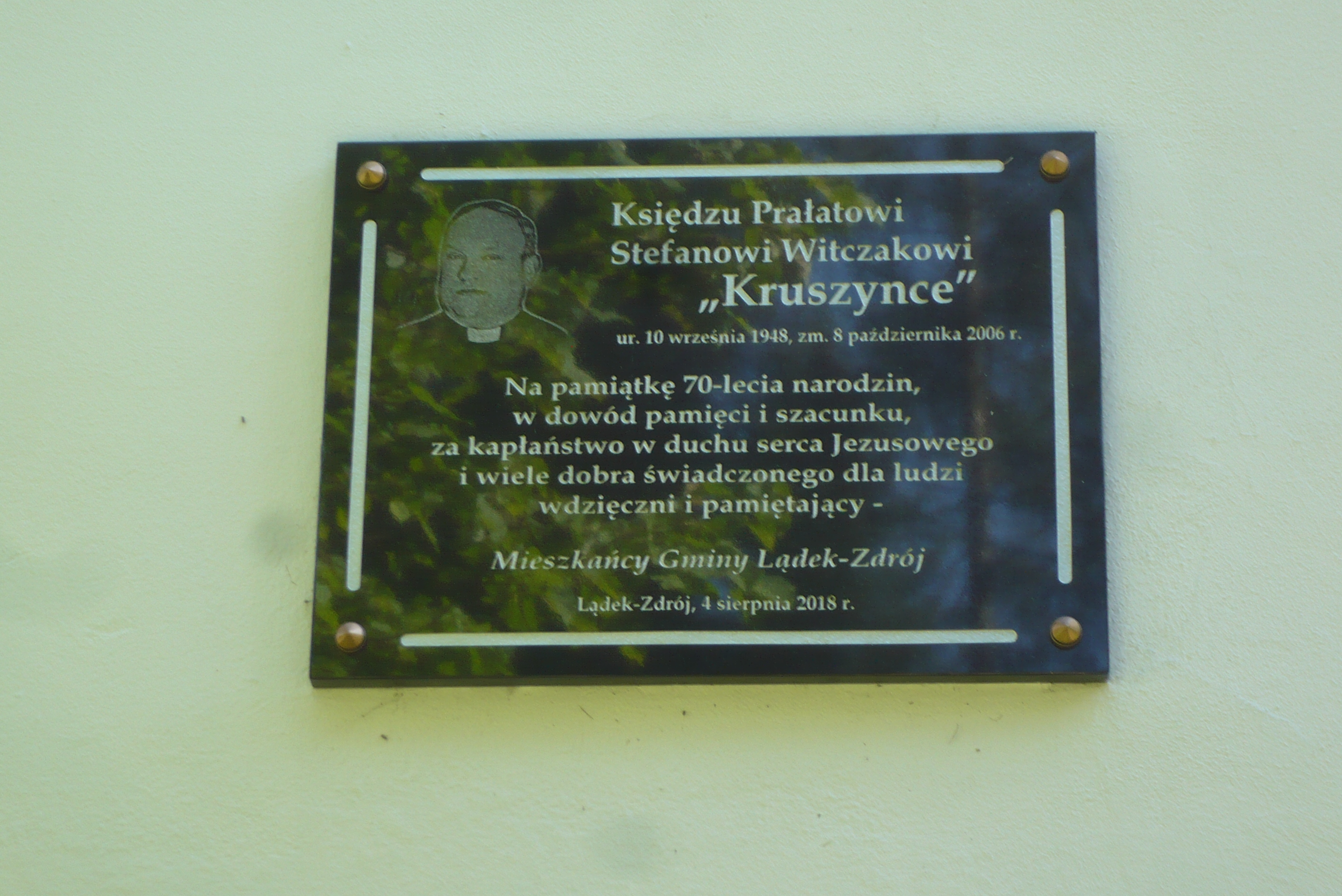
Tablica

## Szlaki turystyczne
Przez przysiółek prowadzą szlaki turystyczne:
- niebieski, z Lądka-Zdroju do Nowego Gierałtowa,
- zielony, z Borówkowej na Czernik